# 切頂二十面体

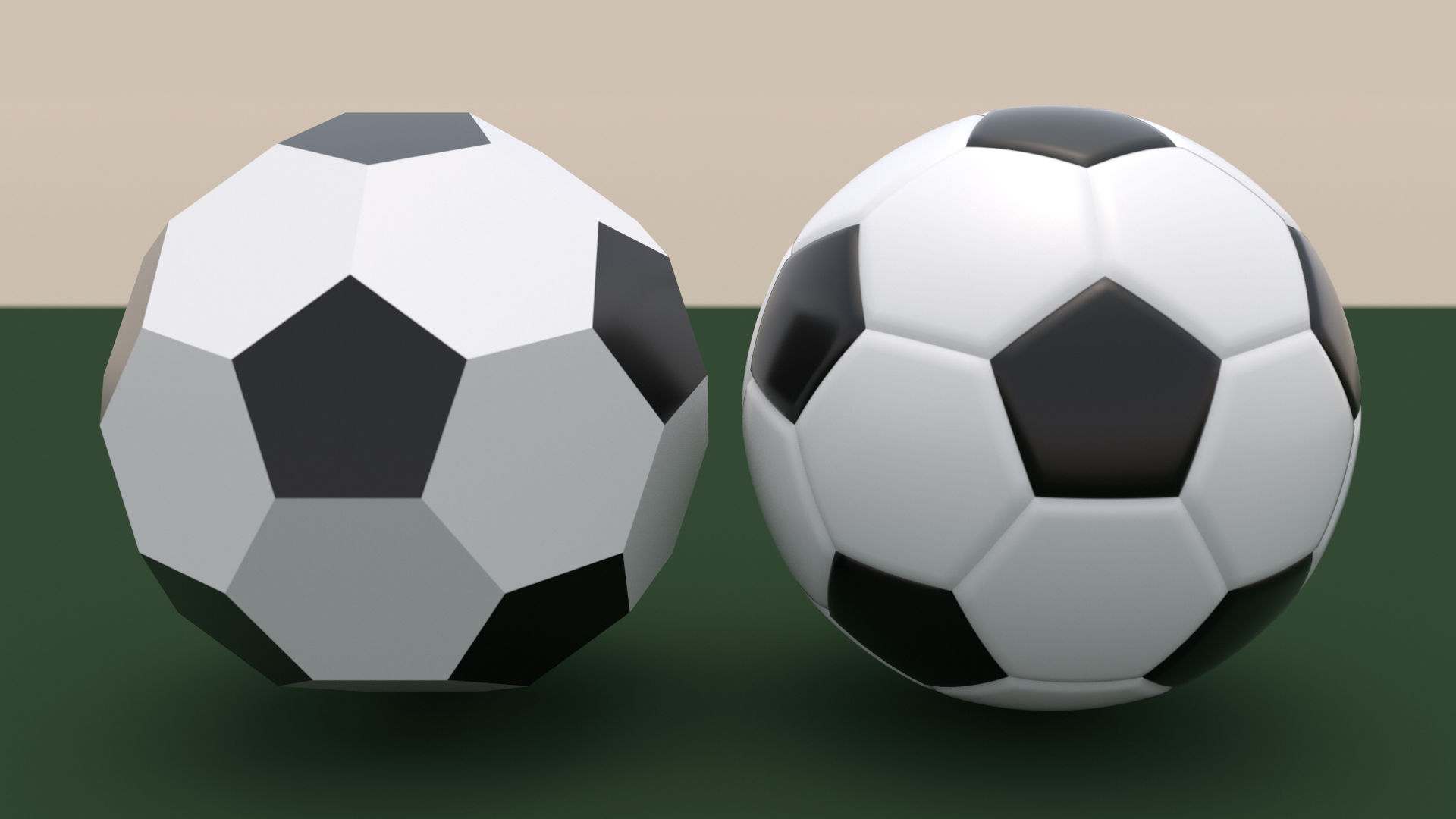
切頂二十面体とサッカーボール

切頂二十面体（せっちょうにじゅうめんたい、英: truncated icosahedron）、または切頭二十面体（せっとうにじゅうめんたい）、切隅二十面体（せつぐうにじゅうめんたい）、角切り二十面体（かくぎりにじゅうめんたい）とは、半正多面体の一種で、正二十面体の各頂点を切り落とした立体である。また、一般的なサッカーボールは、この立体に空気を入れて、球に近づけたものである。

## 性質
- 表面積: 一辺を{\displaystyle a}とすると {\displaystyle S=3(10{\sqrt {3}}+{\sqrt {25+10{\sqrt {5}}}})a^{2}=3(10{\sqrt {3}}+{\sqrt {5}}{\sqrt {5+2{\sqrt {5}}}})a^{2}}
- 体積: 一辺を{\displaystyle a}とすると {\displaystyle V={1 \over 4}(125+43{\sqrt {5}})a^{3}}
- 外接球半径: 一辺を{\displaystyle a}とすると {\displaystyle r_{u}={\frac {a}{2}}{\sqrt {1+9\varphi ^{2}}}={a \over 4}{\sqrt {58+18{\sqrt {5}}}}}　　({\displaystyle \varphi } は 黄金比)

## この図形の不正確なものと頂点が共通となる立体

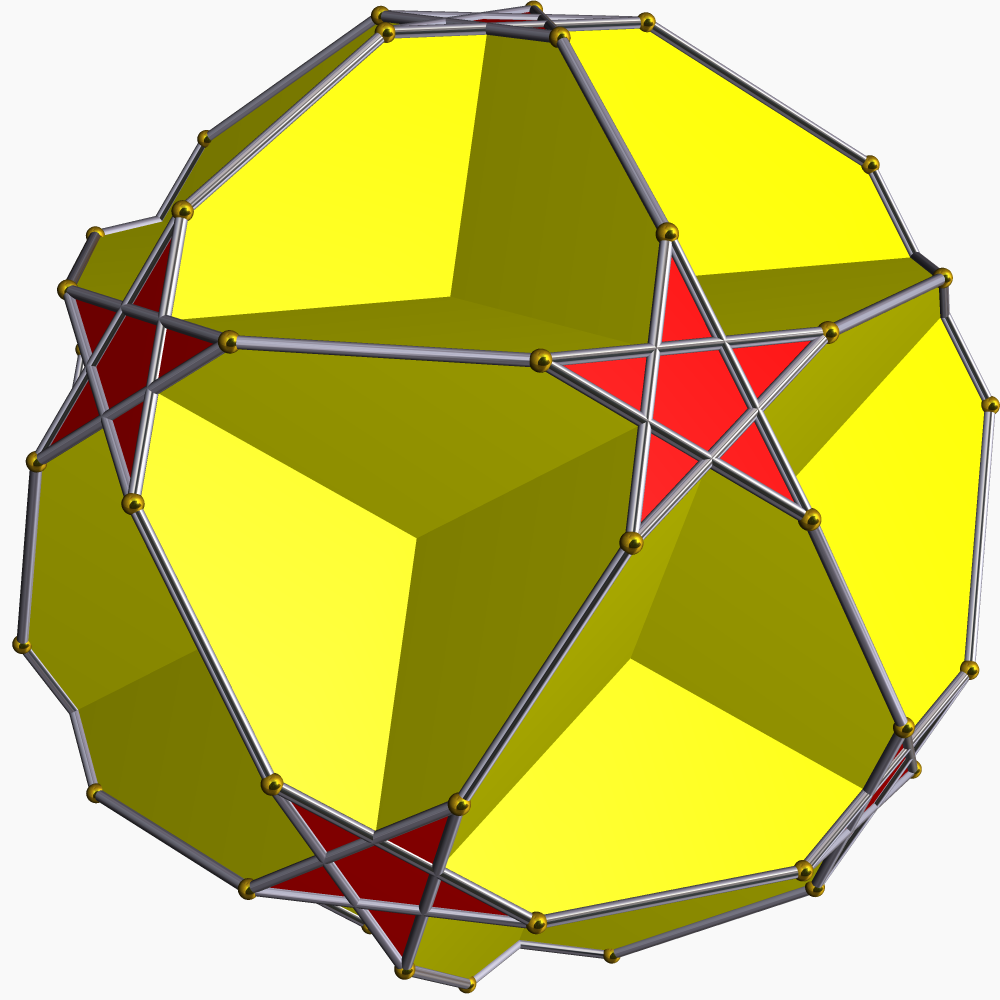
切頂大十二面体
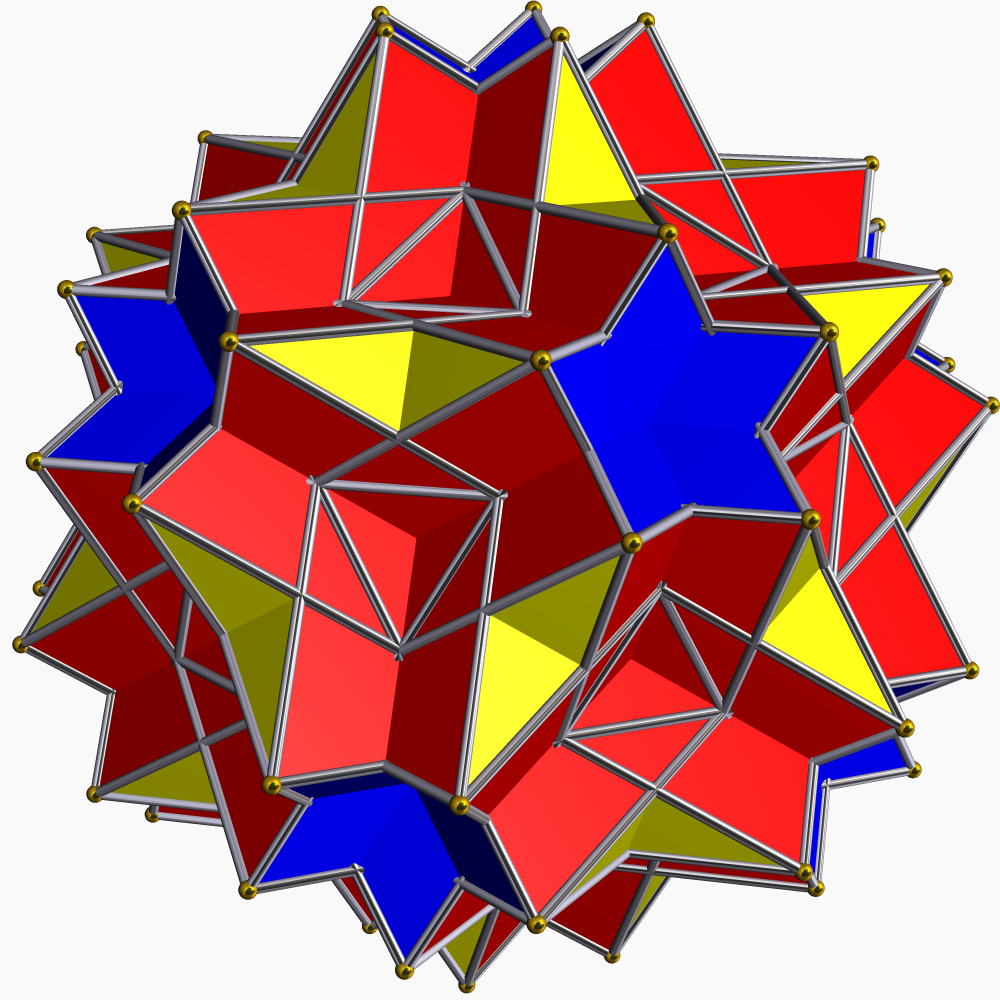
大十二・二十・十二面体
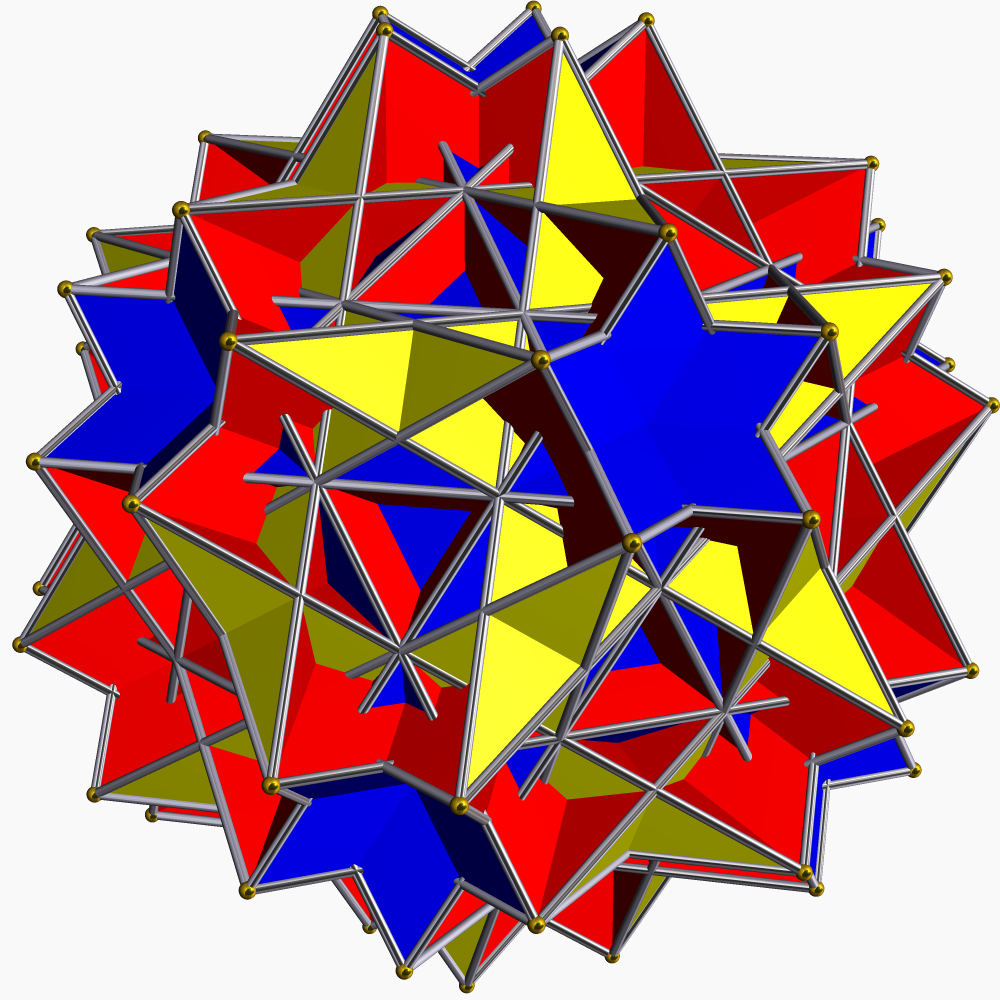
一様大斜方二十・十二面体
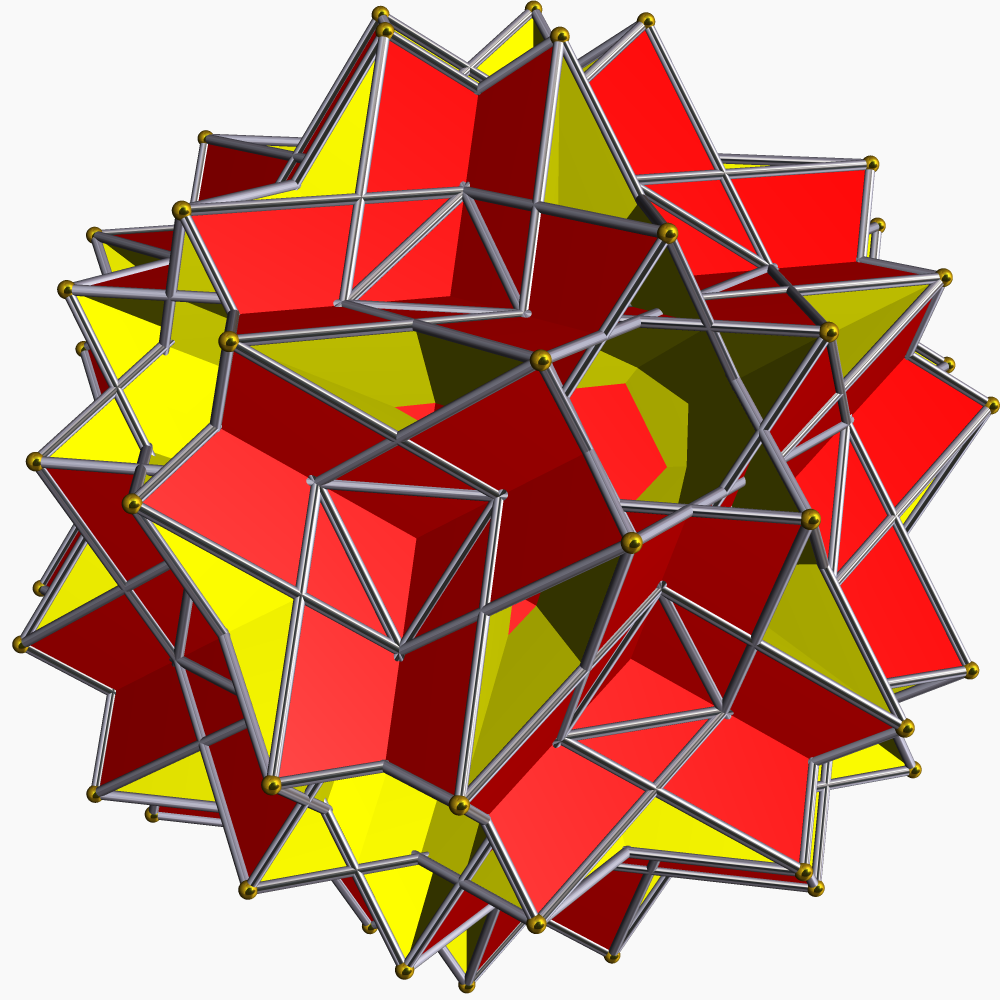
大斜方十二面体
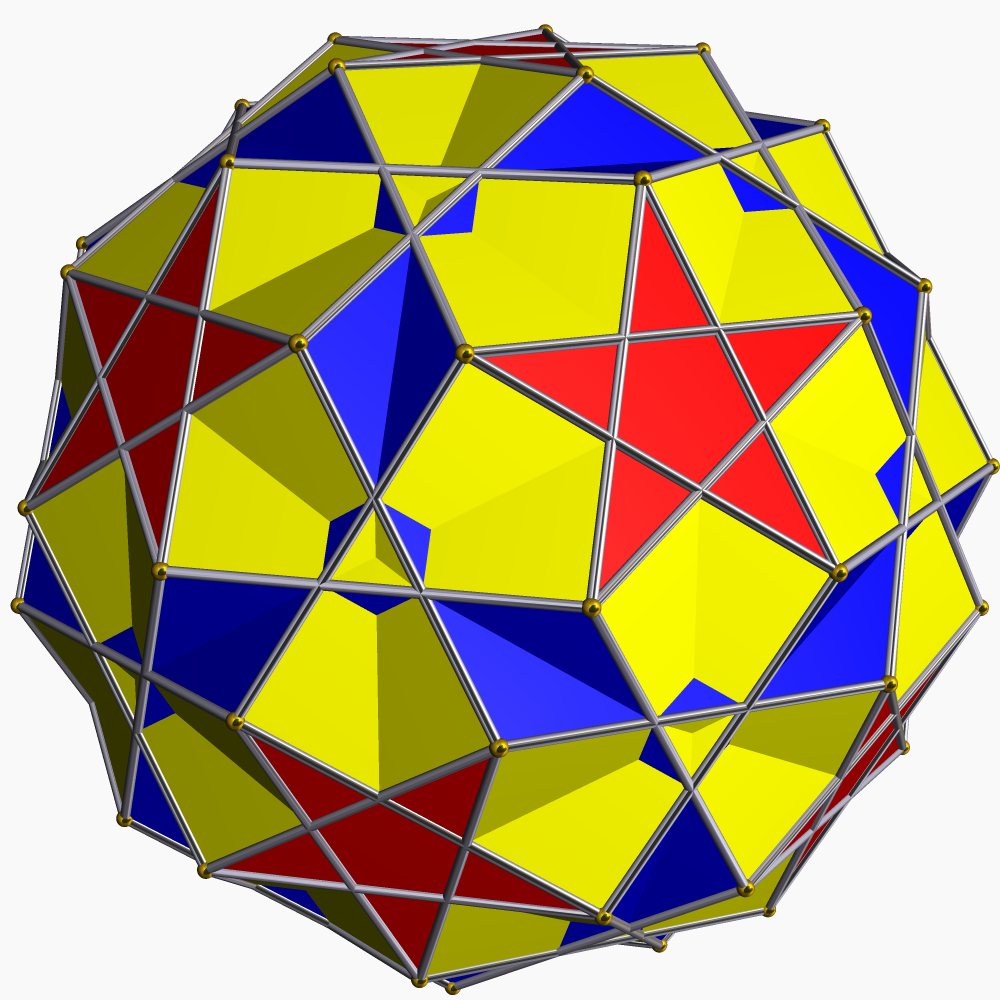
斜方十二・十二面体
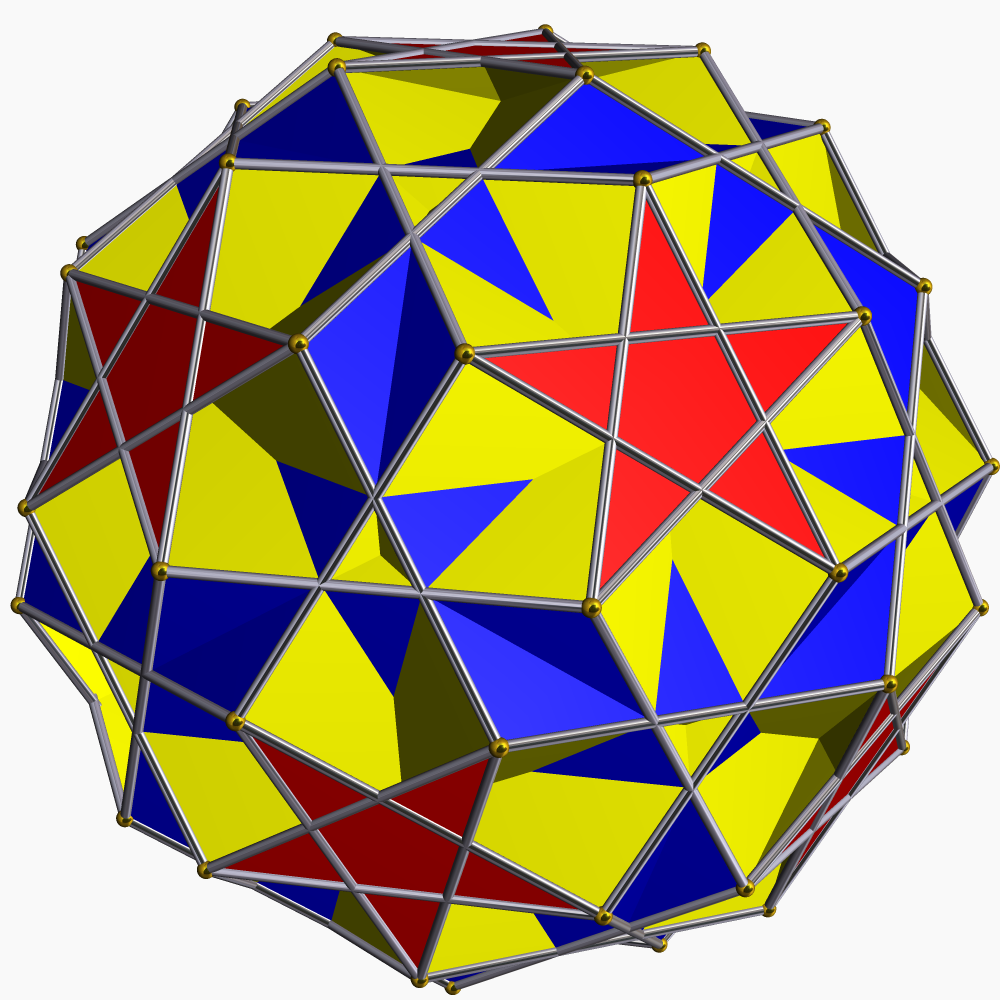
二十・十二・十二面体
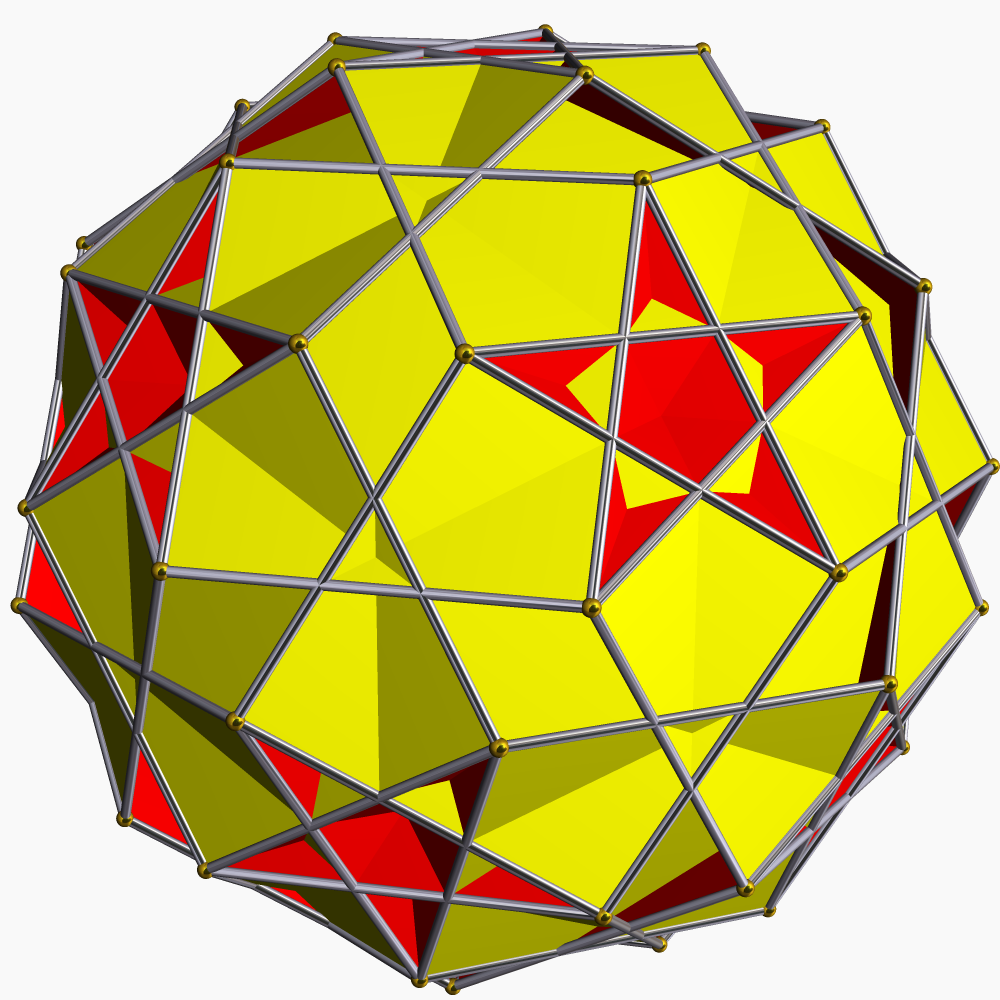
斜方二十面体
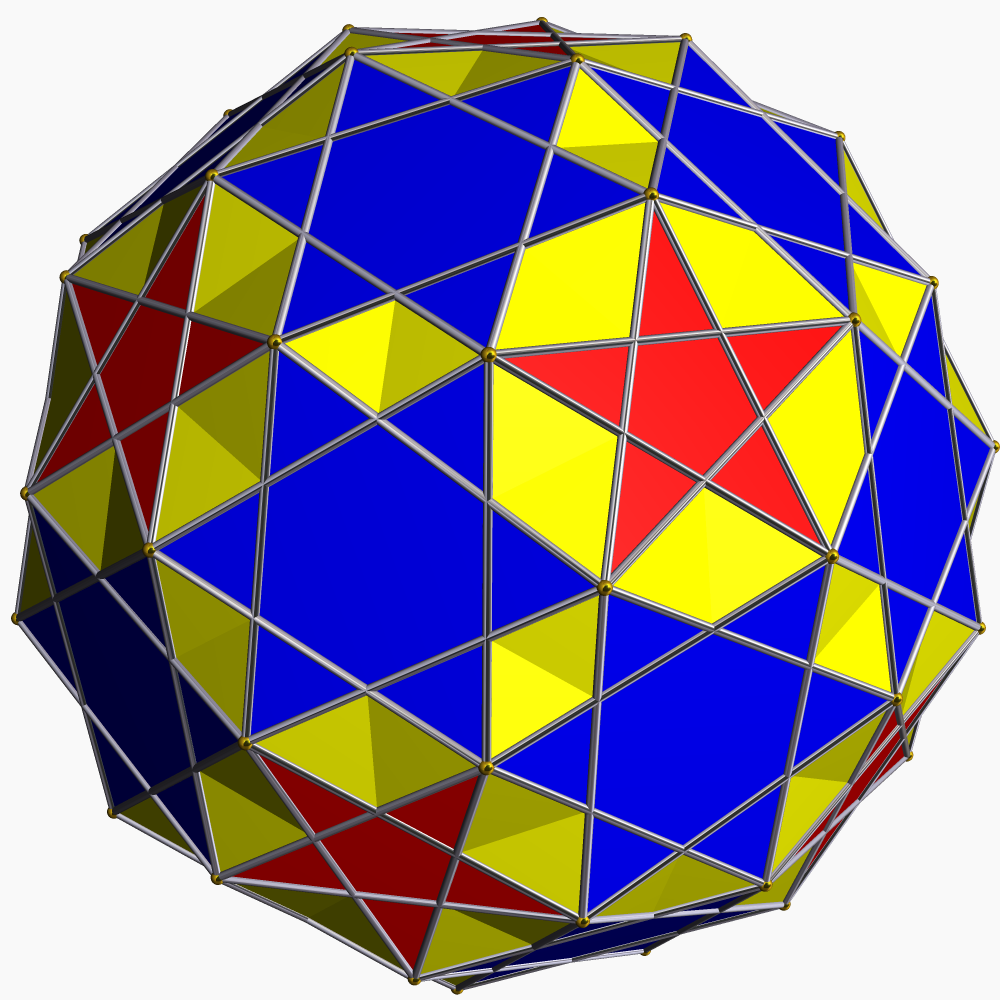
小変形二十・二十・十二面体

## 近縁な立体

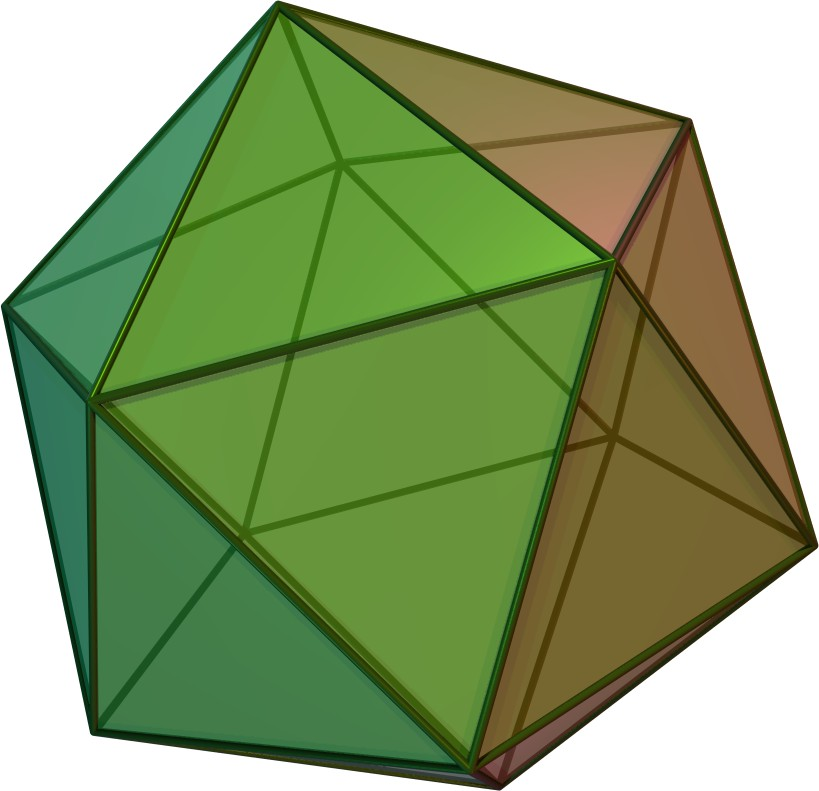
正二十面体
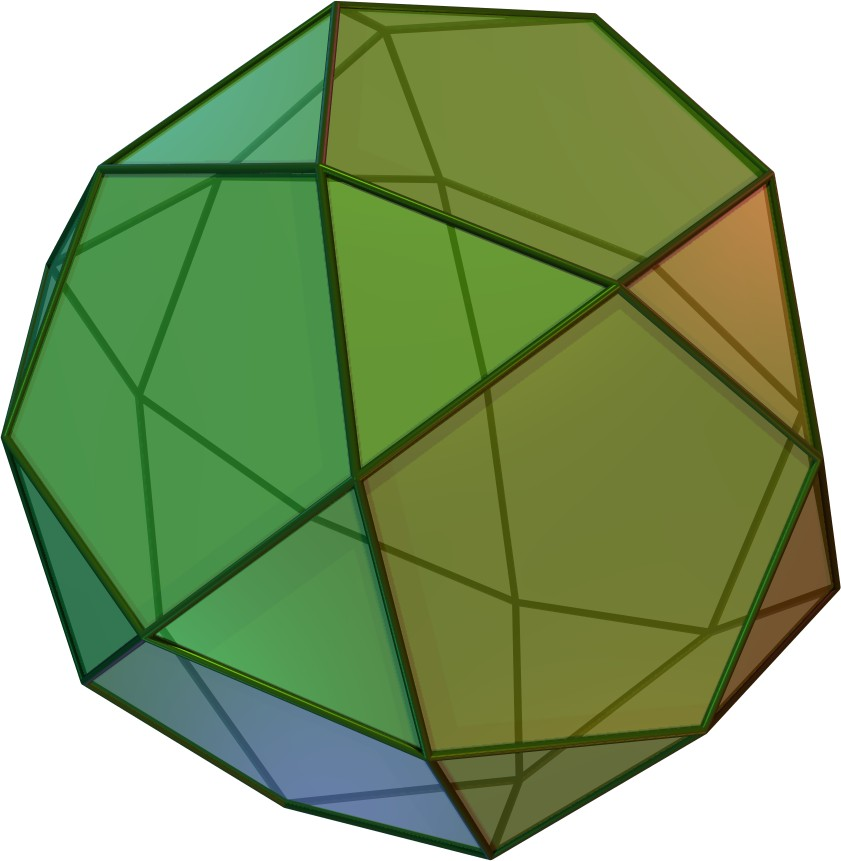
二十・十二面体 （切り込みを深くする）
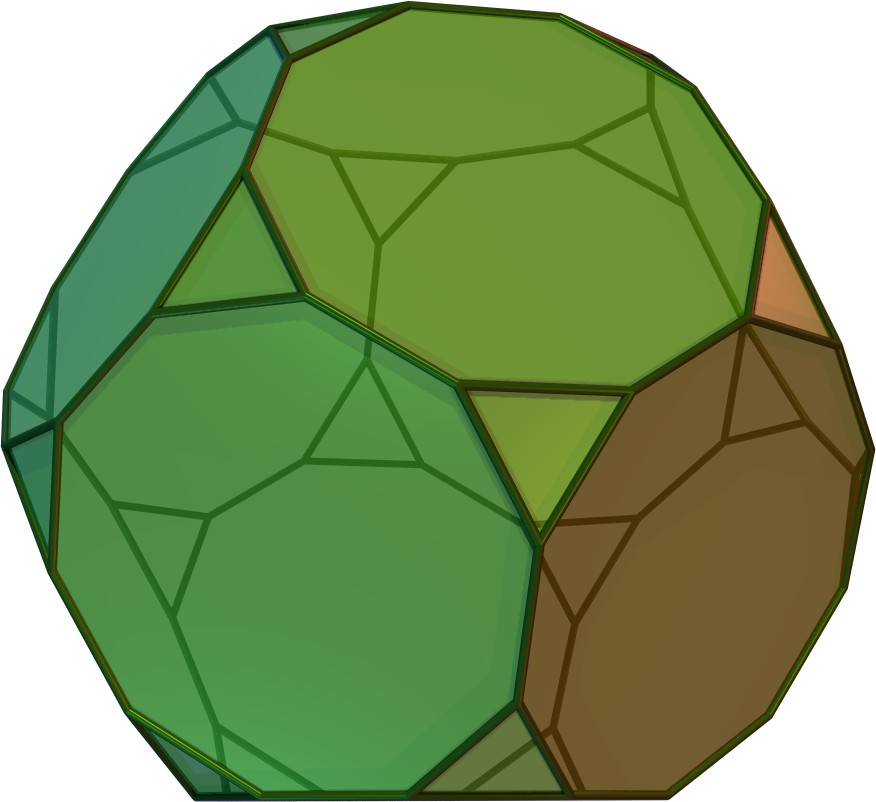
切頂十二面体 （切り込みを更に深くする）
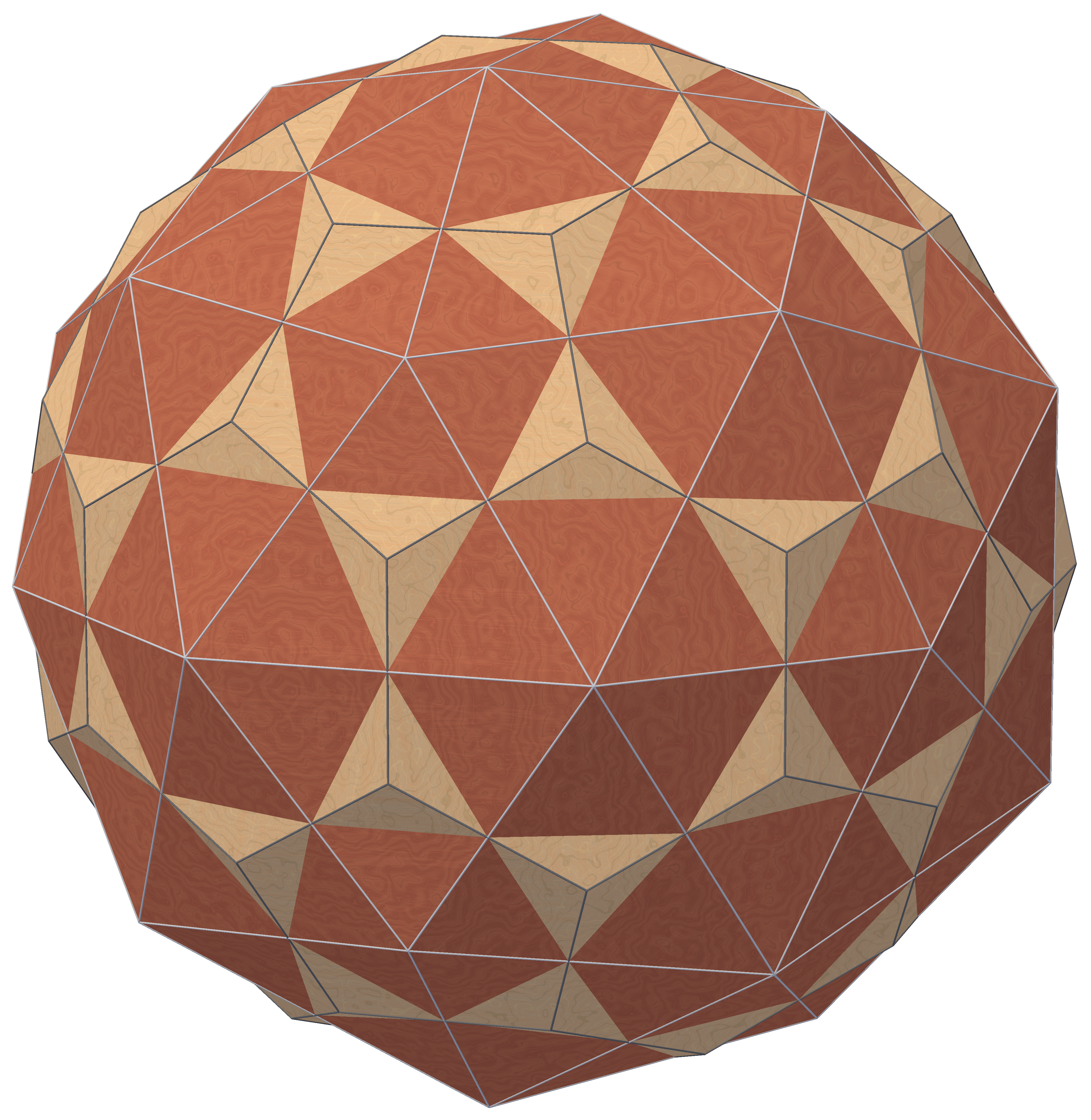
切頂二十面体と五方十二面体による複合多面体

## 当立体の実例
- バックミンスターフラーレン
- 爆縮レンズ